# Giải Goya cho nam diễn viên chính xuất sắc nhất
Giải Goya cho nam diễn viên chính xuất sắc nhất (tiếng Tây Ban Nha: Premio Goya a la mejor interpretación masculina protagonista) là một trong các giải Goya dành cho nam diễn viên đóng vai chính trong một phim, được bầu chọn là xuất sắc nhất. Giải này được lập từ năm 1986.

## Các diễn viên đoạt giải & được đề cử

### Thập niên 1980
| Năm  | Diễn viên             | Tên phim tiếng Anh                | Tên gốc                       |
| ---- | --------------------- | --------------------------------- | ----------------------------- |
| 1986 | Fernando Fernán Gómez | Mambru Went to War                | Mambrú se fue a la guerra     |
| 1986 | Juan Diego            | Dragon Rapide                     | Dragon Rapide                 |
| 1986 | Jorge Sanz            | Year of Enlightment               | El año de las luces           |
| 1987 | Alfredo Landa         | El bosque animado                 | El bosque animado             |
| 1987 | Imanol Arias          | El Lute: Run for Your Life        | El Lute: camina o revienta    |
| 1987 | José Manuel Cervino   | La guerra de los locos            | La guerra de los locos        |
| 1988 | Fernando Rey          | Winter Diary                      | Diario de invierno            |
| 1988 | Imanol Arias          | El Lute II: Tomorrow I'll Be Free | El Lute II: mañana seré libre |
| 1988 | Antonio Ferrandis     | Jarrapellejos                     | Jarrapellejos                 |
| 1988 | Alfredo Landa         | Sinatra                           | Sinatra                       |
| 1988 | José Soriano          | Wait for Me in Heaven             | Espérame en el cielo          |
| 1989 | Jorge Sanz            | If They Tell You I Fell           | Si te dicen que caí           |
| 1989 | Juan Diego            | The Dark Night of the Soul        | La noche oscura               |
| 1989 | Fernando Fernán       | Esquilache                        | Esquilache                    |
| 1989 | Fernando Fernán       | The Sea and the Weather           | El mar y el tiempo            |
| 1989 | Alfredo Landa         | El río que nos lleva              | El río que nos lleva          |

### Thập niên 1990
| Năm  | Diễn viên             | Tên phim tiếng Anh                      | Tên gốc                                         |
| ---- | --------------------- | --------------------------------------- | ----------------------------------------------- |
| 1990 | Andrés Pajares        | ¡Ay, Carmela!                           | ¡Ay, Carmela!                                   |
| 1990 | Imanol Arias          | Alone Together                          | A solas contigo                                 |
| 1990 | Antonio Banderas      | Tie Me Up! Tie Me Down!                 | ¡Átame!                                         |
| 1991 | Fernando Guillén      | Don Juan in Hell                        | Don Juan en los infiernos                       |
| 1991 | Jorge Sanz            | Lovers                                  | Amantes                                         |
| 1991 | Gabino Diego          | The Dumbfounded King                    | El rey pasmado                                  |
| 1992 | Alfredo Landa         | La marrana                              |                                                 |
| 1992 | Jorge Sanz            | Belle Époque                            | Belle Époque                                    |
| 1992 | Javier Bardem         | Jamón, jamón                            | Jamón, jamón                                    |
| 1993 | Juan Echanove         | Madregilda                              | Madregilda                                      |
| 1993 | Javier Bardem         | Golden Balls                            | Huevos de oro                                   |
| 1993 | Imanol Arias          | Intruder                                | Intruso                                         |
| 1994 | Carmelo Gómez         | Running Out of Time                     | Días contados                                   |
| 1994 | Alfredo Landa         | Cradle Song                             | Canción de cuna                                 |
| 1994 | Gabino Diego          | The Worst Years of Our Lives            | Los peores años de nuestra vida                 |
| 1995 | Javier Bardem         | Mouth to Mouth                          | Boca a boca                                     |
| 1995 | Álex Angulo           | The Day of the Beast                    | El día de la bestia                             |
| 1995 | Federico Luppi        | Nobody Will Speak of Us When We're Dead | Nadie hablará de nosotras cuando hayamos muerto |
| 1996 | Santiago Ramos        | As Quick as a Flash                     | Como un relámpago                               |
| 1996 | Carmelo Gómez         | The Dog in the Manger                   | El perro del hortelano                          |
| 1996 | Antonio Banderas      | Two Much                                | Two Much                                        |
| 1997 | Antonio Resines       | The Lucky Star                          | La buena estrella                               |
| 1997 | Jordi Mollà           | The Lucky Star                          | La buena estrella                               |
| 1997 | Javier Bardem         | Live Flesh                              | Carne trémula                                   |
| 1998 | Fernando Fernán Gómez | The Grandfather                         | El abuelo                                       |
| 1998 | Eduardo Noriega       | Open Your Eyes                          | Abre los ojos                                   |
| 1998 | Gabino Diego          | A Time for Defiance                     | La hora de los valientes                        |
| 1998 | Antonio Resines       | The Girl of Your Dreams                 | La niña de tus ojos                             |
| 1999 | Francisco Rabal       | Goya                                    | Goya                                            |
| 1999 | José María Pou        | Beloved/Friend                          | Amic/Amat                                       |
| 1999 | Fernando Fernán Gómez | Butterfly                               | La lengua de las mariposas                      |
| 1999 | Jordi Mollà           | Second Skin                             | Segunda piel                                    |

### Thập niên 2000
| Năm  | Diễn viên           | Tên phim tiếng Anh                        | Tên gốc                                   |
| ---- | ------------------- | ----------------------------------------- | ----------------------------------------- |
| 2000 | Juan Luis Galiardo  | Goodbye from the Heart                    | Adiós con el corazón                      |
| 2000 | Juan Diego Botto    | Plenilune                                 | Plenilunio                                |
| 2000 | Carmelo Gómez       | The Goalkeeper                            | El portero                                |
| 2000 | Miguel Ángel Solá   | I Know Who You Are                        | Sé quién eres                             |
| 2001 | Eduard Fernández    | Fausto 5.0                                | Fausto 5.0                                |
| 2001 | Sergi López         | Mine Alone                                | Sólo mía                                  |
| 2001 | Eusebio Poncela     | Intact                                    | Intacto                                   |
| 2001 | Tristán Ulloa       | Sex and Lucia                             | Lucía y el sexo                           |
| 2002 | Javier Bardem       | Mondays in the Sun                        | Los lunes al sol                          |
| 2002 | Javier Cámara       | Talk to Her                               | Hable con ella                            |
| 2002 | Juan Luis Galiardo  | Don Quixote, Knight Errant                | El caballero Don Quijote                  |
| 2002 | Sancho Gracia       | 800 Bullets                               | 800 balas                                 |
| 2003 | Luis Tosar          | Take My Eyes                              | Te doy mis ojos                           |
| 2003 | Ernesto Alterio     | Soccer Days                               | Días de fútbol                            |
| 2003 | Javier Cámara       | Torremolinos 73                           | Torremolinos 73                           |
| 2003 | Alfredo Landa       | The End of a Mystery                      | La luz prodigiosa                         |
| 2004 | Javier Bardem       | The Sea Inside                            | Mar adentro                               |
| 2004 | Eduard Fernández    | Cosas que hacen que la vida valga la pena | Cosas que hacen que la vida valga la pena |
| 2004 | Eduardo Noriega     | The Wolf                                  | El lobo                                   |
| 2004 | Guillermo Toledo    | Ferpect Crime                             | Crimen ferpecto                           |
| 2005 | Óscar Jaenada       | Camarón: When Flamenco Became Legend      | Camarón                                   |
| 2005 | Manuel Alexandre    | Elsa & Fred                               | Elsa y Fred                               |
| 2005 | Juan José Ballesta  | 7 Virgins                                 | 7 vírgenes                                |
| 2005 | Eduard Fernández    | The Method                                | El método                                 |
| 2006 | Juan Diego          | Go Away from Me                           | Vete de mí                                |
| 2006 | Daniel Brühl        | Salvador                                  | Salvador                                  |
| 2006 | Sergi López         | Pan's Labyrinth                           | El laberinto del fauno                    |
| 2006 | Viggo Mortensen     | Alatriste                                 | Alatriste                                 |
| 2007 | Alberto San Juan    | Under the Stars                           | Bajo las estrellas                        |
| 2007 | Alfredo Landa       | Luz de domingo                            | Luz de domingo                            |
| 2007 | Álvaro de Luna      | The Meadow of the Stars                   | El prado de las estrellas                 |
| 2007 | Tristán Ulloa       | Mataharis                                 | Mataharis                                 |
| 2008 | Benicio del Toro    | Che I: The Argentine                      | Che I: The Argentine                      |
| 2008 | Raúl Arévalo        | The Blind Sunflowers                      | Los girasoles ciegos                      |
| 2008 | Javier Cámara       | Chef's Special                            | Fuera de carta                            |
| 2008 | Diego Luna          | Just Walking                              | Sólo quiero caminar                       |
| 2009 | Luis Tosar          | Cell 211                                  | Celda 211                                 |
| 2009 | Ricardo Darín       | The Secret in Their Eyes                  | El secreto de sus ojos                    |
| 2009 | Antonio de la Torre | _                                         | Gordos                                    |
| 2009 | Jordi Mollà         | _                                         | El cónsul de Sodoma                       |

### Thập niên 2010
| Năm  | Đoạt giải và Đề cử                              | Tên tiếng Anh                  | Tên gốc                        |
| ---- | ----------------------------------------------- | ------------------------------ | ------------------------------ |
| 2010 | Javier Bardem (nominated for the Academy Award) | Biutiful                       | Biutiful                       |
| 2010 | Antonio de la Torre                             | The Last Circus                | Balada triste de trompeta      |
| 2010 | Ryan Reynolds                                   | Buried                         | Buried                         |
| 2010 | Luis Tosar                                      | Even the Rain                  | También la lluvia              |
| 2011 | José Coronado                                   | No habrá paz para los malvados | No habrá paz para los malvados |
| 2011 | Antonio Banderas                                | The Skin I Live In             | La piel que habito             |
| 2011 | Daniel Brühl                                    | Eva                            | Eva                            |
| 2011 | Luis Tosar                                      | Sleep Tight                    | Mientras duermes               |